# Malvina Urșianu
Malvina Urșianu (n. 19 iunie 1927,com. Gușoeni, Vâlcea - d. 6 august 2015, București) a fost o scenaristă și regizoare de film română. A fost căsătorită cu scriitorul și publicistul Paul Anghel, care a murit în 1995.

## Biografie
Născută în comuna Gușoeni, județul Vâlcea într-o familie de moșieri, a studiat istoria artelor la Institutul de muzeografie, paleografie și biblioteconomie de la Arhivele Statului. S-a înscris la cursul experimental de cinematografie al regizorului Jean Georgescu, căruia i-a devenit asistentă.
Scenaristă a filmului Bijuterii de familie (1958), după nuvela omonimă a lui Petru Dumitriu, inclusă în romanul Cronică de familie, fost acuzată de greșeli ideologice și promovarea unei conduite anticomuniste, fapt ce a atras condamnarea sa la câteva luni de închisoare și îndepărtarea  de pe platourile de filmare și din studio pentru mai mulți ani. După reintegrarea sa ca scenarist și regizor în familia filmului românesc, revine cu „Gioconda fără surâs”, cu Ion Marinescu și Gheorghe Cozorici. 
A fost înmormântată la Cimitirul Bellu.

## Filmografie

### Scenarist
- Bijuterii de familie (1958) – în colaborare cu Marius Teodorescu
- Gioconda fără surîs (1968)
- Serata (1971)
- Trecătoarele iubiri (1974)
- Întoarcerea lui Vodă Lăpușneanu (1980)
- Liniștea din adîncuri (1982)
- Pe malul stîng al Dunării albastre (1983)
- O lumină la etajul zece (1984)
- Figuranții (1987)
- Aici nu mai locuiește nimeni (film TV, 1995)
- Ce lume veselă... (2003)

### Regizor
- Directorul nostru (1955) – regizor secund
- Gioconda fără surîs (1968)
- Serata (1971)
- Trecătoarele iubiri (1974)
- Întoarcerea lui Vodă Lăpușneanu (1980)
- Liniștea din adîncuri (1982)
- Pe malul stîng al Dunării albastre (1983)
- O lumină la etajul zece (1984) cu Irina Petrescu, Gheorghe Dinică
- Figuranții (1987), cu Mariana Buruiană, Gheorghe Dinică
- Aici nu mai locuiește nimeni (film TV, 1995) cu  Ileana Stana Ionescu, Tania Popa, Tamara Crețulescu, Valeriu Popescu
- Ce lume veselă... (2003) cu Florin Piersic Jr., Ion Niciu, Tamara Crețulescu

## Distincții și premii
- Marele premiu al Asociației Cineaștilor din România pentru Trecătoarele iubiri (1974);
- Marele premiu al Asociației Cineaștilor din România pentru Întoarcerea lui Vodă Lăpușneanu (1980);
- Premiul Asociației Cineaștilor din România pentru scenariu și premiul special al juriului (Pe malul stâng al Dunării albastre);
- Premiul de excelentă al Fundației Jean Negulesu (1995);
- Premiul special al juriului UCIN, APTR pentru Aici nu mai locuiește nimeni (1997)

- Ordinul național „Pentru Merit” în grad de Cavaler (1 decembrie 2000) „pentru realizări artistice remarcabile și pentru promovarea culturii, de Ziua Națională a României”[10]
- Premiul special al juriului UCIN pentru Ce lume veselă! (2003)